# Saki Hayashi
Pour les articles homonymes, voir Hayashi.
Saki Hayasi (林咲希, Hayashi Saki), surnommée kiki, est une joueuse internationale japonaise de basket-ball née le 16 mars 1995 à Itoshima (Préfecture de Fukuoka).

## Biographie
Elle fait partie des douze sélectionnées pour le tournoi olympique de 2020, disputé en 2021 en raison de la pandémie de Covid-19, qui remporte la médaille d'argent.

## Palmarès

### en 5x5
- Médaille d'argent aux Jeux olympiques de 2020 à Tokyo[1]
- Médaillée d'or à la coupe d'Asie en 2019
- Médaillée de bronze aux Jeux asiatiques de 2018